# 克朗索
克朗索（法語：Crançot，法語發音：[kʁɑ̃so]）是法国汝拉省的一个旧市镇，属于隆斯勒索涅区。2016年，克朗索与临近的2个市镇合并为新市镇欧特罗什。

## 地理
克朗索（46°41'10"N, 5°39'36"E）面积14.37 平方千米，位于法国勃艮第-弗朗什-孔泰大區汝拉省，该省份为法国东部内陆省份，北起上索恩省，西北接科多尔省，西临索恩-卢瓦尔省，南至安省，东与杜省和瑞士接壤。
与克朗索接壤的市镇（或旧市镇、城区）包括：博姆莱梅雪、沃维。

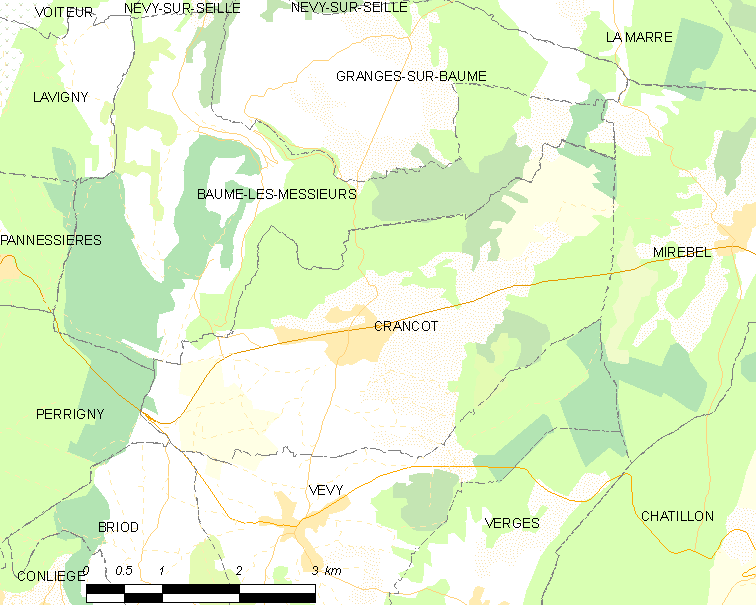
克朗索的OSM定位图

克朗索的时区为UTC+01:00、UTC+02:00（夏令时）。

## 行政
克朗索的邮政编码为39570、39210，INSEE市镇编码为39177。

## 政治
克朗索所属的省级选区为波利尼县。

## 人口

1962-2008年间克朗索人口变化图示

克朗索于2018年1月1日时的人口数量为596人。